# لوئیس سپولودا
لوئیس سپول‌وِدا کالفوکورا (به اسپانیایی: Luis Sepúlveda Calfucura) (زادهٔ ۴ اکتبر ۱۹۴۹ – درگذشته ۱۶ آوریل ۲۰۲۰) یک نویسنده ادبیات کودک، روزنامه‌نگار، فیلم‌نامه‌نویس، و کارگردان فیلم سوسیالیست اهل شیلی بود.

## کنش سیاسی

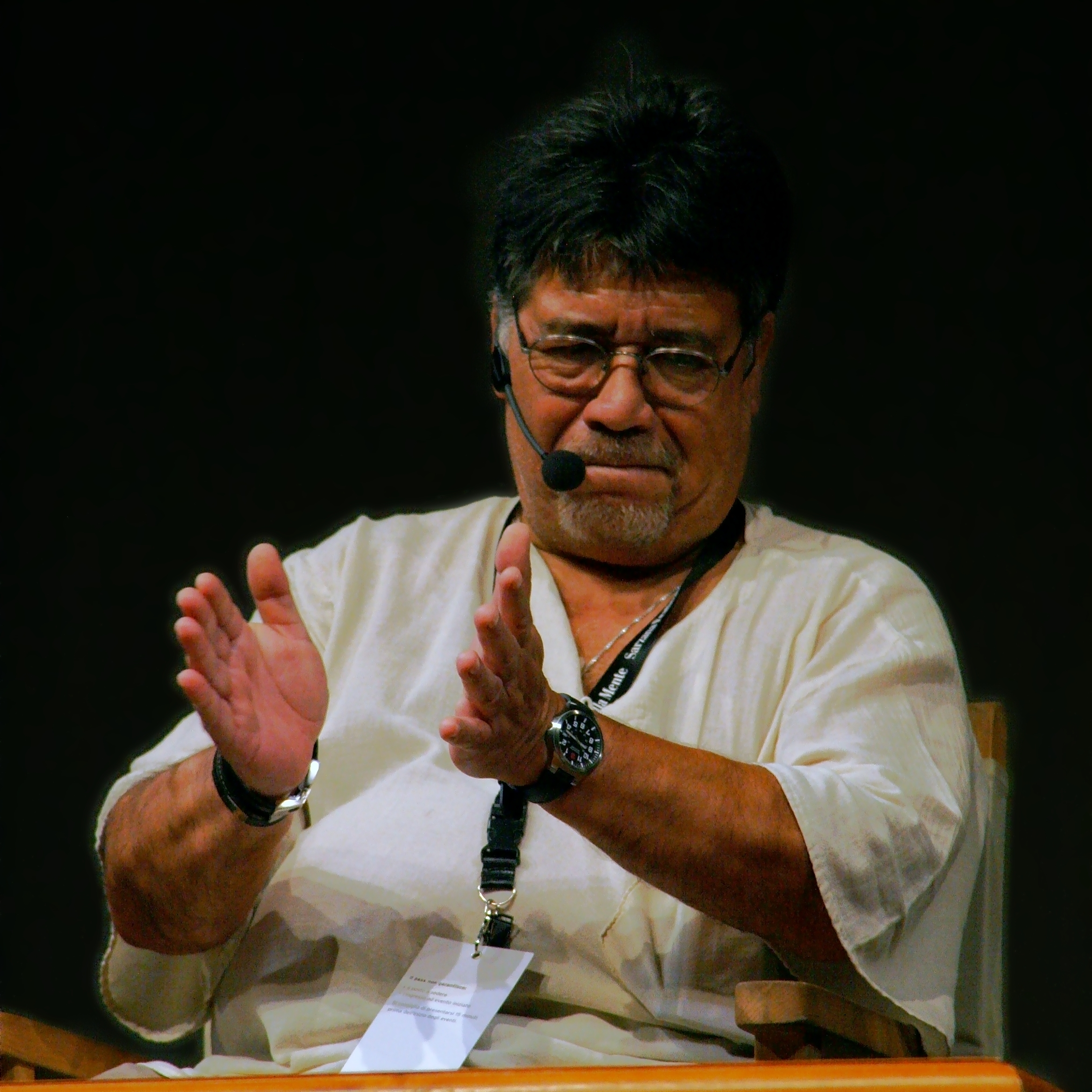
در سال ۲۰۰۹

او پس از کودتای ۱۹۷۳ شیلی ژنرال آگوستو پینوشه علیه رئیس‌جمهور سوسیالیست آن هنگام شیلی، سالوادور آلنده، به‌خاطر خیانت محاکمه شد و دو سال و نیم در زندان به سر برد اما به‌دلیل فشارهای عفو بین‌الملل آزاد شد و یکسال به‌طور پنهانی زندگی کرد. او سپس دوباره بازداشت و روانه تبعید شد.

## نویسندگی
پس از آنکه رمان پیرمردی که داستان‌های عاشقانه می‌خواند در سال ۱۹۸۸ به چاپ رسید در سطح جهانی شناخته شد. از این رمان، فیلمی با بازی ریچارد درایفس ساخته شد. این رمان برپایه دوره‌ایست که او با بومیان «شوآر» در بخش آمازون اکوادور زندگی می‌کرد. داستان به هجوم توسعه‌طلبان، شکارچیان، و جویندگان طلا در جنگل‌های بارانی آمازون می‌پردازد.

## مرگ
او پس از آنکه برای حضور در یک جشنواره ادبی به پرتغال سفر کرد نشانه‌هایی از ابتلاء به بیماری کروناویروس ۲۰۱۹ از خود نشان داد و شش هفته را در بیمارستانی در ابیدو شهری در شمال اسپانیا سپری کرد و سرانجام در سن ۷۰ سالگی در اسپانیا درگذشت.

## کتاب‌ها
- وحشت، زندگی، مرگ و دیگر توهمات (۱۹۸۶)
- پیرمردی که داستان‌های عاشقانه می‌خواند (۱۹۸۹)
- جهان آخر جهان (۱۹۹۶)
- جوجه مرغ دریایی و گربه‌ای که به او پرواز کردن آموخت (۱۹۹۶)
- یادداشت های روزانه ی آدمکش احساساتی (۱۹۹۸)
- جنون پینوشه و دیگر مقالات (۲۰۰۲)
- قصه رفاقت گربه یونانی و موش مکزیکی (۲۰۱۲)
- کشف بزرگ حلزون (۲۰۱۳)
- شام با شاعران مرده(عنوان اصلی: چراغ علاء الدین 1996) ترجمه شده توسط غزل قربان پور و منتشر شده در کتاب تداعی به سال 1402 شمسی
- سایه آنچه بودیم (2009)، ترجمه‌ حسن مرتضوی